# Alcafozes

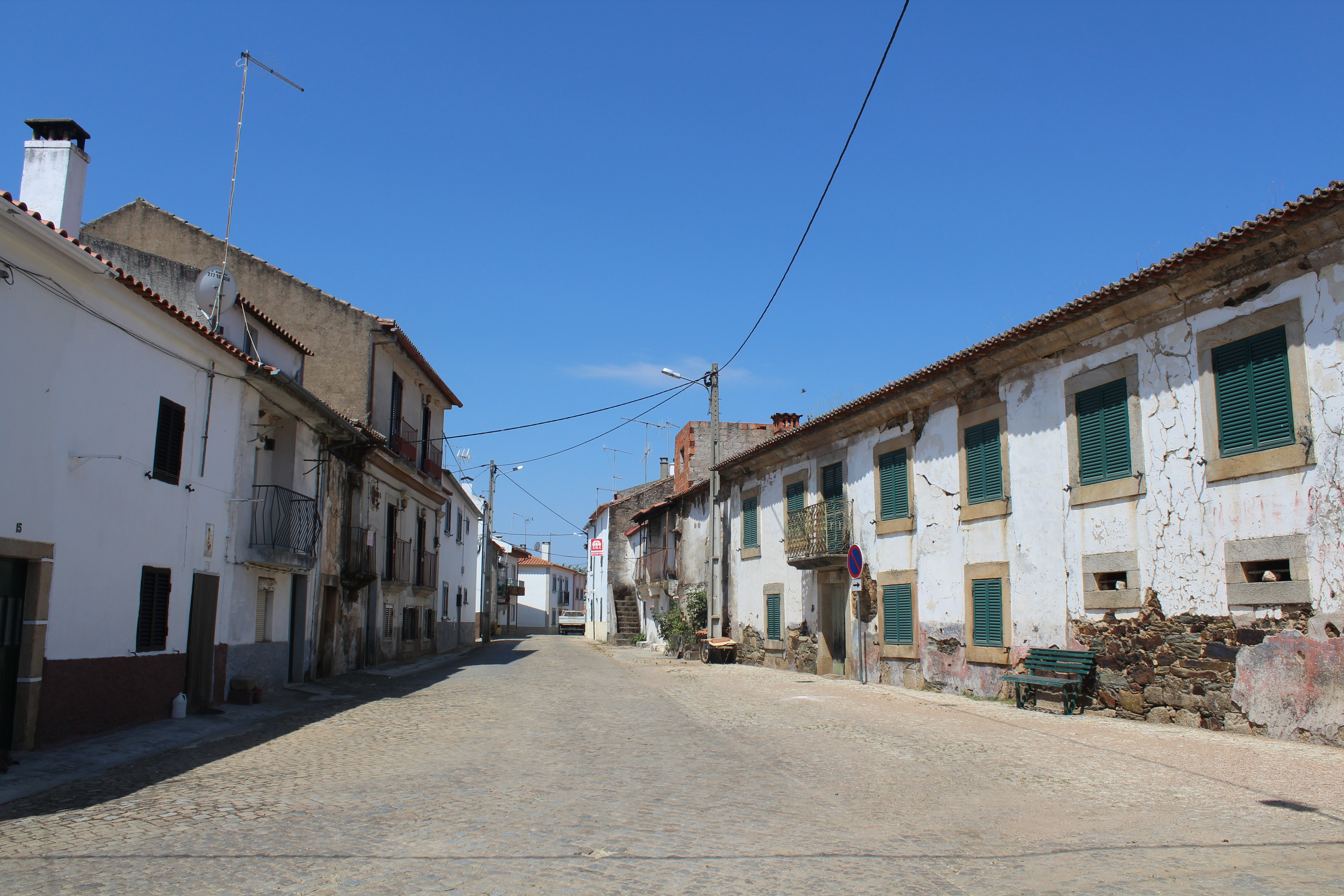
Foto aus der Mitte der Gemeinde (2015)

Alcafozes ist ein Ort und eine ehemalige Gemeinde (Freguesia) im portugiesischen Kreis Idanha-a-Nova. Die Gemeinde hatte 214 Einwohner (Stand 30. Juni 2011).
Am 29. September 2013 wurden die Gemeinden Alcafozes und Idanha-a-Nova zur neuen Gemeinde União das Freguesias de Idanha-a-Nova e Alcafozes zusammengeschlossen.